# Efeito Mullins

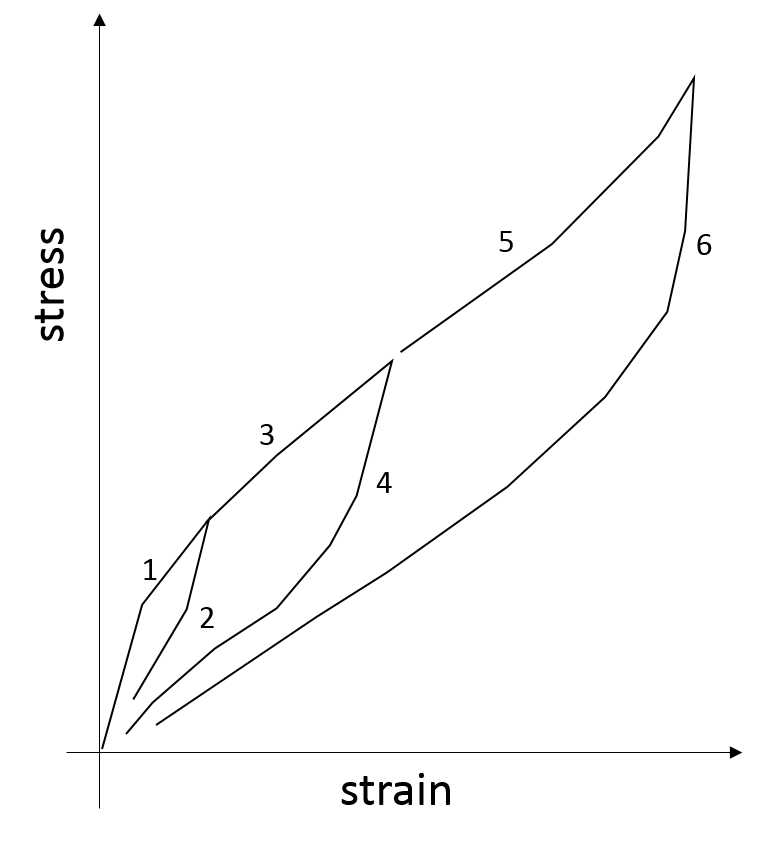
Curva tensão-deformação típica de uma borracha, exibindo o efeito Mullins.

O efeito Mullins corresponde à resposta mecânica de materiais como elastómeros caracterizada pela variação da forma da curva tensão-deformação de um dado material em função do carregamento máximo que lhe foi aplicado.
O efeito Mullins recebeu o seu nome como homenagem a Leonard Mullins.